# En Nat i København
En Nat i København er en dansk stumfilm fra 1923, der er instrueret af Eduard Schnedler-Sørensen.

## Handling
Denne artikel mangler et handlingsreferat. Hjælp os med at skrive det.

## Medvirkende
- Robert Storm Petersen - Provisor Vind
- Hans W. Petersen - Vinds medhjælper
- Lauritz Olsen - Apoteker Stoll
- Agis Winding - Fru Stoll
- Aage Fønss - Georg, Stolls søn
- Bertel Krause - Apoteker Liliequist
- Ingeborg Pehrson - Fru Liliequist
- Alf Blütecher - Apoteker Dovre
- Marie Dinesen - Fru Dovre
- Ellen Lillien - Ellen, Dovres datter
- Gudrun Bruun Stephensen - Frk. Hansen, kassererske